# اسقف‌های روم در زمان کنستانتینوس بزرگ

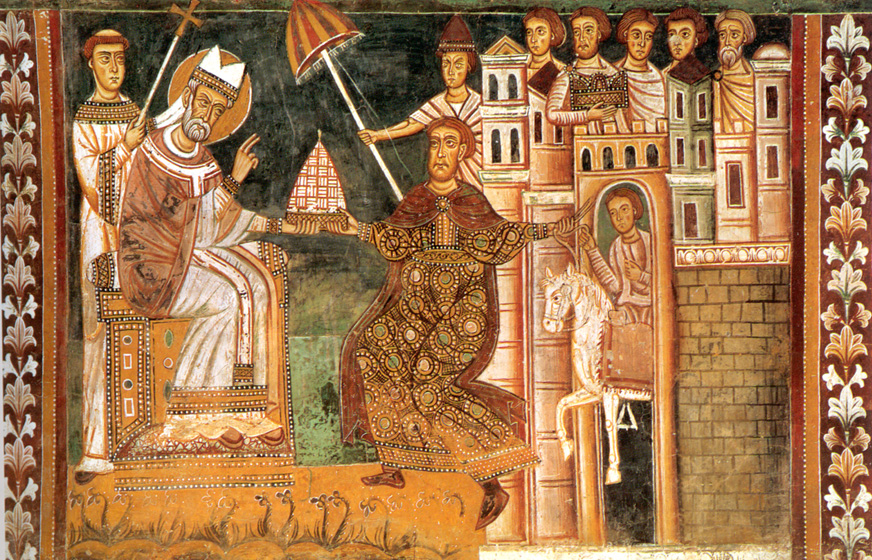
نقاشی دیواری در صومعه سانتی کواترو کوروناتی کنستانتین را در حال تقدیم تاج خود به سیلوستر یکم نشان می‌دهد

اسقف‌های روم در زمان کنستانتین کبیر (انگلیسی: Bishops of Rome under Constantine the Great) رابطه کنستانتین یکم با چهار پاپ یا اسقف رم در دوران سلطنت او جزء مهمی از تاریخ پاپ و به‌طور کلی تاریخ کلیسای کاتولیک است.
افسانه مربوط به پیروزی کنستانتین یکم در نبرد پل میلوین (۳۱۲) به دید او از نماد مسیحی کای-رو (☧) و متن به صورت نشانه‌ای در آسمان و بازتولید این نماد بر روی سپرهای سربازانش مربوط می‌شود. سال بعد کنستانتین و لیسینیوس با فرمان میلان مدارا با مسیحیت را اعلام کردند و در سال ۳۲۵ کنستانتین تشکیل جلسه داد و ریاست نخستین شورای سراسری مسیحیت یا شورای نخست نیقیه را بر عهده گرفت. با این حال، هیچ‌یک از اینها به‌طور خاص به پاپ‌ها که حتی در شورا شرکت نکردند، ارتباطی ندارد. در واقع، اولین اسقف روم که همزمان با نام «پاپ» (πάππας یا pappas) از او یاد می‌شود، دامازوس (۳۶۶–۳۸۴) است. علاوه بر این، بین سال‌های ۳۲۴ و ۳۳۰، کنستانتین کبیر، قسطنطنیه را به عنوان پایتخت جدید امپراتوری ساخت و - بدون عذرخواهی از جامعه مسیحی رومی - خانواده‌های کلیدی رومی را جابجا کرد و بسیاری از آثار مسیحی را به کلیساهای جدید نقل مکان داد.
هدیه کنستانتین، جعلی قرن هشتمی که برای افزایش اعتبار و اقتدار پاپ‌ها مورد استفاده قرار می‌گیرد، پاپ را در روایت کنستانتین کبیر و مسیحیت مرکز قرار می‌دهد. افسانه هدیه کنستانتین ادعا می‌کند که کنستانتین تاج خود را به سیلوستر یکم (۳۱۴–۳۳۵) تقدیم کرد و حتی سیلوستر کنستانتین را غسل تعمید داد. در حقیقت، کنستانتین (در نزدیکی مرگش در ماه مه ۳۳۷) توسط اوسبیوس نیکومدیا تعمید یافت، که برخلاف پاپ، اسقف آریانیسم قسطنطنیه بود. سیلوستر توسط پاپ مارک (۳۳۶) و ژولیوس یکم (۳۳۷–۳۵۲) در طول زندگی کنستانتین جانشین شد.